# Speedway of Nations 2018
Speedway of Nations 2018 – 1. edycja Speedway of Nations – zawodów żużlowych organizowanych przez Międzynarodową Federację Motocyklową. Turniej jest kontynuacją Drużynowych mistrzostw świata organizowanych od 1960 roku.
W półfinałach i finale zasady rywalizacji były w większości takie same. Reprezentacje jeździły ze sobą w systemie "każdy z każdym". Skład drużyny tworzyło dwóch zawodników oraz opcjonalnie jeden rezerwowy. W ramach eliminacji odbyły się dwa turnieje półfinałowe, z których awans do turnieju finałowego uzyskały po 3 najlepsze reprezentacje (2 najlepsze drużyny awansowały bezpośrednio. Następnie drużyny z miejsc 4. i 5. jechały bieg dodatkowy o udział w barażu, w której czekała drużyna z miejsca 3.). W przypadku równej liczby punktów, o wyższym miejscu decyduje bezpośredni pojedynek. Jeśli zakończył się on remisem, wówczas wyższe miejsce zajmuje reprezentacja, której zawodnicy przyjechali na 2. i 3. miejscu.   
O ostatecznej kolejności w finale decydował wyścig finałowy, w którym najlepsza drużyna po dwóch dniach rywalizacji jechała ze zwycięzcą wyścigu barażowego, w którym rywalizowały drużyny zajmujące 2. i 3. miejsce po fazie zasadniczej.   
Udział w dwudniowym finale mieli zapewniony gospodarze – reprezentacja Polski. Złoty medal zdobyła reprezentacja Rosji, srebro reprezentacja Wielkiej Brytanii, a brąz reprezentacja Polski.   

## Półfinały

### Pierwszy półfinał
- Teterow (Bergring Arena), 2 czerwca 2018

Pogrubioną czcionką zaznaczono punkty przyznane w biegu dodatkowym o 3. miejsce.
| Miejsce | Kraj     | Suma   | Zawodnicy                                                          | Pkt.           | Pkt bieg.                                   |
| ------- | -------- | ------ | ------------------------------------------------------------------ | -------------- | ------------------------------------------- |
| 1.      | Rosja    | 25     | (1) Artiom Łaguta (2) Emil Sajfutdinow (3) Gleb Czugunow           | 16 9 0         | (3,1,3,3,3,3) (0,3,1,1,2,2) (ns)            |
| 2.      | Niemcy   | 20     | (1) Kai Huckenbeck (2) Martin Smolinski (3) Michael Härtel         | 11 9 0         | (3,2,0,3,3,u) (1,3,2,1,1,1) (ns)            |
| 3.      | Dania    | 18+3   | (1) Michael Jepsen Jensen (2) Kenneth Bjerre (3) Frederik Jakobsen | 10+1 8+2 0     | (1,3,3,1,0,2+1) (2,1,1,2,1,1+2) (ns)        |
| 4.      | Słowenia | 17+3+3 | (1) Matej Žagar (2) Matic Ivačič (3) Nick Skorja                   | 14+2+3 2 1+1+0 | (2,1,3,3,2,3+2+3) (1,-,0,-,1,-) (0,0,1+1+0) |
| 5.      | USA      | 17+3   | (1) Greg Hancock (2) Gino Manzares                                 | 16+3 1         | (3,3,2,3,2,3+3) (1,0,0,0,0,w+ns)            |
| 6.      | Ukraina  | 15     | (1) Andriej Karpow (2) Aleksandr Łoktajew                          | 7 8            | (0,w,2,2,3,w) (2,2,1,0,0,3)                 |
| 7.      | Łotwa    | 14     | (1) Andžejs Ļebedevs (2) Ķasts Puodžuks (3) Oļegs Mihailovs        | 8 6 0          | (0,2,2,0,2,2) (2,0,1,2,1,0) (ns)            |

### Drugi półfinał
- Manchester (National Speedway Stadium), 5 czerwca 2018

| Miejsce | Kraj            | Suma   | Zawodnicy                                                | Pkt.           | Pkt bieg.                                |
| ------- | --------------- | ------ | -------------------------------------------------------- | -------------- | ---------------------------------------- |
| 1.      | Szwecja         | 26     | (1) Fredrik Lindgren (2) Antonio Lindbäck (3) Joel Kling | 15 11 0        | (3,2,3,2,3,2) (2,3,1,3,2,0) (ns)         |
| 2.      | Wielka Brytania | 23     | (1) Tai Woffinden (2) Craig Cook (3) Robert Lambert      | 14 1 8         | (3,2,2,3,1,3) (1,-,-,-,-,-) (3,3,1,0,1)  |
| 3.      | Australia       | 21+3   | (1) Jason Doyle (2) Max Fricke (3) Jaimon Lidsey         | 14+1 7+2 0     | (2,3,2,3,3,1+1) (1,2,u,0,2,2+2) (ns)     |
| 4.      | Czechy          | 20+4+3 | (1) Václav Milík (2) Josef Franc (3) Jan Kvěch           | 13+3+3 7+1+0 0 | (2,3,1,3,1,3+3+3) (3,0,0,2,0,2+1+0) (ns) |
| 5.      | Francja         | 14+2   | (1) David Bellego (2) Dimitri Bergé                      | 10+2 4+d       | (2,1,2,1,1,3+2) (0,d,1,2,0,1+d)          |
| 6.      | Finlandia       | 14     | (1) Timo Lahti (2) Tero Aarnio                           | 7              | (t,1,3,0,3,0) (1,0,0,1,2,3)              |
| 7.      | Włochy          | 8      | (1) Nicolas Covatti (2) Paco Castagna                    | 6 2 0          | (1,d,0,2,1,2) (0,1,1,0,0,0) (ns)         |

## Finał

### Runda pierwsza
- Wrocław (Stadion Olimpijski), 8 czerwca 2018

| Miejsce | Kraj            | Suma | Zawodnicy                                                          | Pkt.   | Pkt bieg.                                 |
| ------- | --------------- | ---- | ------------------------------------------------------------------ | ------ | ----------------------------------------- |
| 1.      | Wielka Brytania | 25   | (1) Tai Woffinden (2) Craig Cook (3) Robert Lambert                | 18 0 7 | (3,3,3,3,3,3) (-,0,-,-,-,-) (1,1,2,2,1)   |
| 2.      | Rosja           | 23   | (1) Artiom Łaguta (2) Emil Sajfutdinow (3) Gleb Czugunow           | 17 6 0 | (3,3,2,3,3,3) (2,1,0,-,1,2) (0)           |
| 3.      | Dania           | 20   | (1) Michael Jepsen Jensen (2) Kenneth Bjerre (3) Frederik Jakobsen | 12 8 0 | (3,1,2,2,3,1) (2,2,0,1,1,2) (ns)          |
| 4.      | Szwecja         | 16   | (1) Fredrik Lindgren (2) Antonio Lindbäck (3) Joel Kling           | 13 3 0 | (2,2,2,1,3,3) (d,0,1,2,0,0) (ns)          |
| 5.      | Australia       | 15   | (1) Jason Doyle (2) Max Fricke (3) Jaimon Lidsey                   | 13 2 0 | (3,1,3,3,1,2) (1,0,1,0,0,0) (ns)          |
| 6.      | Polska          | 15   | (1) Maciej Janowski (2) Patryk Dudek (3) Maksym Drabik             | 9 3    | (2,3,3,0,1,0) (t,1,1,1,-,-) (2,1)         |
| 7.      | Niemcy          | 12   | (1) Kai Huckenbeck (2) Martin Smolinski (3) Michael Härtel         | 0 11 1 | (-,-,-,-,-,-) (w,2,2,3,2,2) (1,0,0,0,0,0) |

### Runda druga
- Wrocław (Stadion Olimpijski), 9 czerwca 2018

Pogrubioną czcionką zaznaczono punkty zdobyte w wyścigu finałowym.
| Miejsce | Kraj            | Suma   | Zawodnicy                                                          | Pkt.           | Pkt bieg.                                     |
| ------- | --------------- | ------ | ------------------------------------------------------------------ | -------------- | --------------------------------------------- |
| 1.      | Rosja           | 22+3+3 | (1) Artiom Łaguta (2) Emil Sajfutdinow (3) Gleb Czugunow           | 14+2+2 8+1+1 0 | (1,3,3,3,2,2+2+2) (2,0,0,2,3,1+1+1) (ns)      |
| 2.      | Wielka Brytania | 21+3   | (1) Tai Woffinden (2) Craig Cook (3) Robert Lambert                | 17+3 0 4+0     | (2,3,3,3,3,3+3) (-,-,-,-,-,-) (0,1,1,1,1,0+0) |
| 3.      | Polska          | 21+3   | (1) Maciej Janowski (2) Patryk Dudek (3) Maksym Drabik             | 13+3 8+w 0     | (3,2,3,2,0,3+3) (2,1,1,1,2,1+w) (ns)          |
| 4.      | Australia       | 20     | (1) Jason Doyle (2) Max Fricke (3) Jaimon Lidsey                   | 16 4 0         | (3,3,2,2,3,3) (0,1,0,1,1,1) (ns)              |
| 5.      | Szwecja         | 16     | (1) Fredrik Lindgren (2) Antonio Lindbäck (3) Joel Kling           | 9 7 0          | (w,2,1,2,2,2) (1,3,2,0,0,1) (ns)              |
| 6.      | Dania           | 15     | (1) Michael Jepsen Jensen (2) Kenneth Bjerre (3) Frederik Jakobsen | 15 0           | (3,2,3,3,1,3) (0,0,0,-,0,-) (0,0)             |
| 7.      | Niemcy          | 11     | (1) Kai Huckenbeck (2) Martin Smolinski (3) Michael Härtel         | 9 2 0          | (2,0,2,1,2,2) (1,1,0,0,-,-) (0,0)             |

### Klasyfikacja końcowa
| Miejsce | Kraj            | Suma   | Zawodnicy                                                          | Pkt.            |
| ------- | --------------- | ------ | ------------------------------------------------------------------ | --------------- |
| 1.      | Rosja           | 45+3+3 | (1) Artiom Łaguta (2) Emil Sajfutdinow (3) Gleb Czugunow           | 31+2+2 14+1+1 0 |
| 2.      | Wielka Brytania | 46+3   | (1) Tai Woffinden (2) Craig Cook (3) Robert Lambert                | 35+3 0 11+0     |
| 3.      | Polska          | 36+3   | (1) Maciej Janowski (2) Patryk Dudek (3) Maksym Drabik             | 22+3 11+w 3     |
| 4.      | Australia       | 35     | (1) Jason Doyle (2) Max Fricke (3) Jaimon Lidsey                   | 29 6 0          |
| 5.      | Dania           | 35     | (1) Michael Jepsen Jensen (2) Kenneth Bjerre (3) Frederik Jakobsen | 27 8 0          |
| 6.      | Szwecja         | 32     | (1) Fredrik Lindgren (2) Antonio Lindbäck (3) Joel Kling           | 22 10 0         |
| 7.      | Niemcy          | 23     | (1) Kai Huckenbeck (2) Martin Smolinski (3) Michael Härtel         | 9 13 1          |